# Nooksack

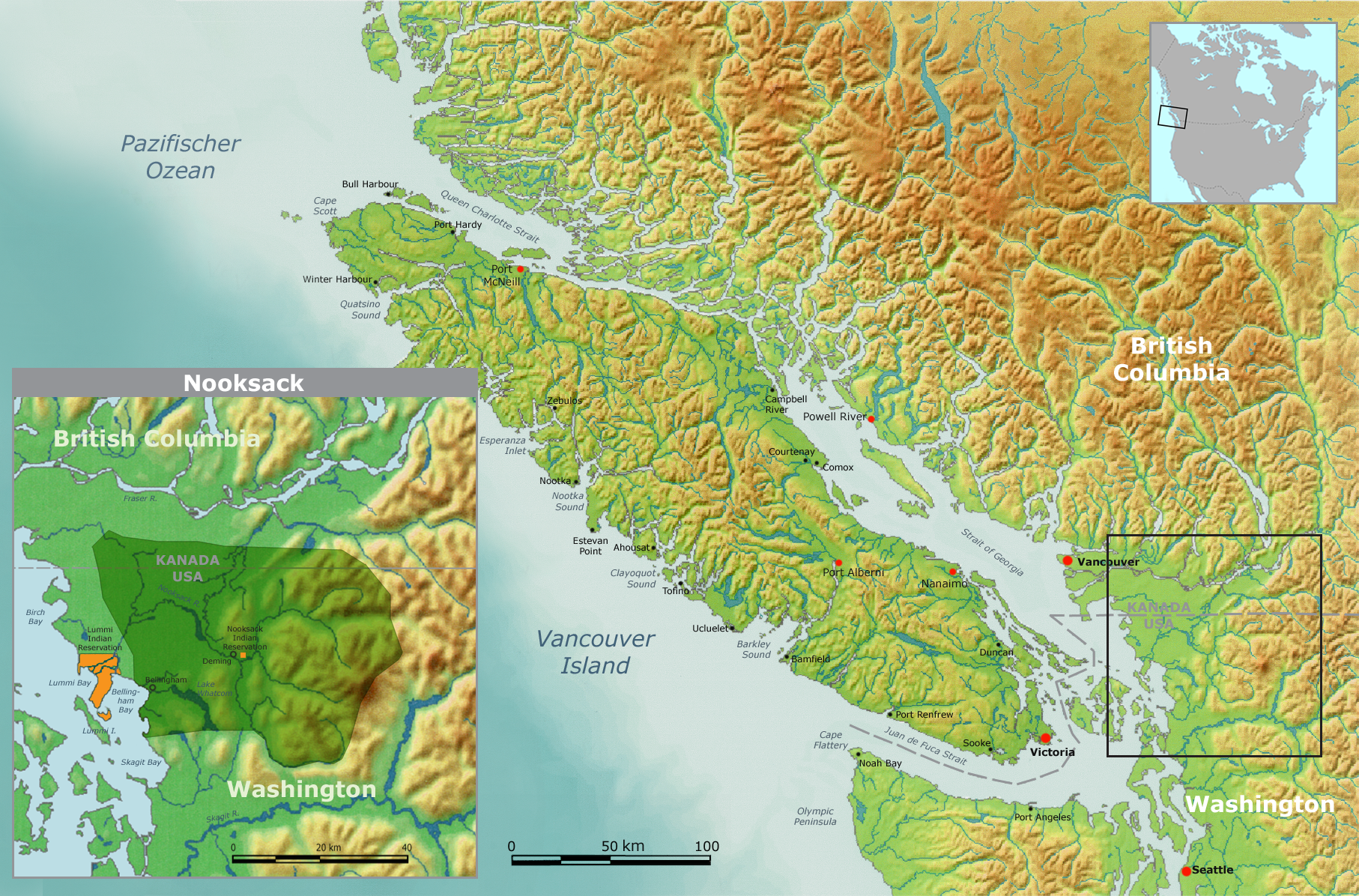
Traditionelles Territorium der Nooksack und heutiges Reservat

Die Nooksack, offiziell Nooksack Indian Tribe, sind ein im Nordwesten des US-Bundesstaats Washington lebender indianischer Stamm, der kulturell und sprachlich zu den Küsten-Salish der Nordwestküstenkultur des Pazifiks, deren Wohngebiet sich bis nach Oregon erstreckt, gehört.
Der Name Nooksack ist eine Anglisierung ihrer Eigenbezeichnung als Noxws’áʔaq oder Nuxwsá7aq („always bracken fern roots“ - „Platz, wo es immer Wurzeln des Adlerfarns gibt“), der Bezeichnung des Anderson Creeks, eines Nebenflusses des Baker River und dessen Mündungsgebiets. Der Adlerfarn stellte hierbei eine bedeutende Nahrungsquelle für die Nooksack und benachbarte Stämme dar. 
Ihre Sprache, das ɬə́čələsəm / ɬə́čælosəm oder Lhéchelesem/Lhéchalosem, zählt zum Zentralen-Küsten-Salish (Central Coast Salish) der Salish-Sprachen und ist eng verwandt mit dem Squamish / Skwxwu7mesh  oder Sḵwx̱wú7mesh snichim der Squamish (Skwxwu7mesh) und dem Halkomelem. der  Sháshíshálh / She Sháshíshálhem (šášíšáɬəm) der Sechelt (Shishalh).
Die Reservation des heutigen Nooksack Indian Tribe umfasst 284,53 Acre und befindet sich in der Nähe des Städtchens Deming im westlichen Whatcom County im nordwestlichen Washington. Die Zahl der Stammesangehörigen lag 2007 bei 1.658, heute zählen sie nach eigenen Angaben ca. 2.000 registrierte Stammesangehörige.

## Geschichte
Vor mindestens fünf Jahrtausenden legten die Vorfahren der Nooksack flache Netze im Fluss aus, um Chinook-, Coho- und Chum-Lachse zu fangen. Dazu bedienten sie sich löffelnasiger Kanus aus dem Holz der Western Red Cedar.
Etwa 450 Nooksack-Indianer, verteilt auf 27 Dörfer, lebten im Tal des Nooksack Rivers. Die größten Dörfer lagen beim heutigen Lynden (Squ-ha-lish), bei Everson (Pop-a-homy und Kisk-a-well) an der Flussgabelung. Die frühen Nooksack bauten Erdhütten von etwa 1,20 bis 3,70 m Tiefe, über denen sie Rindentipis errichteten. In den Winterdörfern dominierten jedoch Langhäuser aus hölzernen Planken. Von den 28 ethnographisch fassbaren Stätten haben allerdings nur zwei überdauert, eine davon ließ Relikte von Weißen erkennen.
Während der Fischfangsaison in Frühling und Herbst teilten sich zehn bis zwölf Familien ein Räucherhaus am Flussufer bei den Fangstellen. Phoebe Judson, die Gründerin von Lynden, schrieb, dass die Nooksack glaubten, „der Geist des Fisches wohnte in seinen Schwanzgräten und kehrte in das Salzwasser zurück, um die anderen Lachse zu ihren Fangplätzen zu locken“.
Sie jagten die Bergziege wegen ihres Fleisches und Fells und sammelten Beeren auf Bergwiesen. Doch überwiegend aßen sie Fisch, Wurzeln und Farnkraut. Die Nootsack bauten auch wilde Karotten (Sbugmack) an und waren die ersten Indianer der Region, die Kartoffeln kultivierten, die sie wahrscheinlich von Trappern der Hudson’s Bay Company (HBC) bekommen hatten.
Ihre wichtigsten Handelspartner waren die Upriver-Halkomelem-sprachigen Sumas (Semà:th / Smá:th), Chilliwack (Ts'elxwéyeqw) und Matsqui (Màthexwi / Máthxwi)-Stämme der Stó:lō. Doch handelten sie auch mit den Northern Straits Salish-sprachigen Stämmen der Lummi (Lhaq'temish) und Semiahmoo sowie den Lushootseed (Northern Puget Sound Salish)-sprachigen Stämmen der Lower Skagit und Upper Skagit entlang des Skagit River. 

### Kontakte mit Pelzhändlern und Goldsuchern
Die HBC war seit den 1820er Jahren dominierend im Gebiet des späteren Washington. Sie richtete mehrere Handelsposten ein, als zentrale Tauschplätze für den Pelzhandel. Ein kleiner Posten entstand am Ten Mile Creek, am Nooksack River. Mit der Grenzziehung von 1846 entlang des wenig nördlich der Nooksack gelegenen 49. Breitengrads kam das Gebiet an die USA, die HBC verlagerte ihren Schwerpunkt nach Victoria auf Vancouver Island.

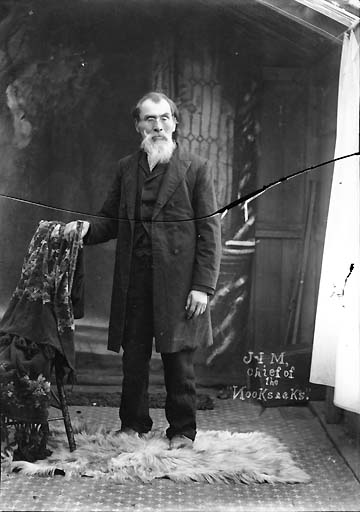
Chief Jim Yellakanim, um 1898. Er starb im April 1911

1857 begann der Bau des Whatcom Trail, der einem Nook-Sack Road genannten Weg folgte und Bellingham mit Everson verband. 1858 suchten Goldgräber auf dem Weg zum Fraser River im Osten der Nooksack und am Nooksack River, doch die meisten zogen weiter, über Vancouver ins Fraser-Goldfeld. Ihnen folgten bald Siedler, zuerst unter Führung von Colonel William Patterson, dann kamen 1871 Holden und Phoebe Judson aus Ohio nach Lynden, wobei Phoebe den Ort benannte. Wo heute Lyndens Stadtpark liegt, lebte eine Gruppe der Nooksack. Dort unterrichteten sie auch einige der Indianerkinder in einer rudimentären Schule, zunächst in ihrem Haus. 1886 entstand die Northwest Normal School, die Vorgängerin der Western Washington University. Schon 1881 verkehrten Dampfboote auf dem Fluss. Holden Judson wurde der erste Bürgermeister der 1889 zur Stadt erhobenen Siedlung. Um 1900 kam eine Welle niederländischer Zuwanderer in die Gegend.
Wie angespannt die Atmosphäre an der Grenze war, zeigt ein Vorfall aus dem Jahr 1884. Am 24. Februar zog ein wütender Mob aus Washington über die kanadische Grenze und lynchte den 14-jährigen Louie Sam, einen Angehörigen der Stó:lō. Er war verdächtigt worden, den Ladenbesitzer James Bell im Nooksack (später Whatcom) County ermordet zu haben. Die Sto:lo hatten den Jungen in gutem Glauben an die Polizei ausgeliefert. Der Deputy aus British Columbia konnte den Mob nicht daran hindern, ihn an einem Baum direkt an der Grenze aufzuhängen. Eine kanadische Untersuchungskommission stellte seine Unschuld fest, und dass zwei der Lynchmörder selbst den Ladenbesitzer ermordet hatten.

### Reservatspolitik und Anerkennung als Stamm
Die Nooksack haben nie einen Vertrag mit Washington abgeschlossen, auch wurden sie nie gefragt. So galten sie nicht einmal als tribe. 1873 versuchte man, die Nooksack in die Reservation der Lummi umzusiedeln. Da es aber weder sprachliche noch verwandtschaftliche Bande gab, zogen die Stammesangehörigen nach und nach wieder in ihre alten Gebiete zurück. Mitte der 1930er Jahre stimmte der Stamm über die Annahme des Wheeler-Howard Act ab, der die Einrichtung einer Stammesverfassung vorsah. Doch wurden die Nooksack vom Bureau of Indian Affairs nicht als Stamm anerkannt, weil sie keinen Landbesitz vorweisen konnten. Trotzdem erhielten sie für ihre Enteignung 1958 eine Wiedergutmachung von genau 1.858 Dollar. 1971 gelang endlich die Anerkennung als Stamm.
Ende des 19. Jahrhunderts floss der Nooksack River im Mündungsgebiet durch den Kanal des kurzen Lummi River in die Lummi Bay, im Nordwesten der Bellingham Bay gelegen. Um 1900 verstopfte Treibholz (wohl der Holzfällerunternehmen) den Kanal zur Lummi Bay, so dass der Fluss sein Bett verlegen musste. Dabei entstand das heutige Delta, das einen neuen Küstenverlauf ausbildete. 
Um diese Zeit wurden die Kinder des Stammes gezwungen, eine boarding school zu besuchen, wo ihnen der Gebrauch ihrer Sprache verboten war.

### Der Kampf um Landrechte
1973 erwarb der Stamm ein Gebiet von genau 1,23 Acre Grundfläche (4.977 m²). Nach und nach konnte er das Reservat auf rund 10 km² vergrößern.
Der stellvertretende Innenminister genehmigte die Nooksack-Verfassung am 24. September 1973. Das ursprüngliche Landeigentum bestand aus zahlreichen individuellen Landzuteilungen. Die meisten Familien wohnen verstreut im Land, obwohl es eine kleine Gemeinde am Rande der Stadt Everson gibt. Der Nooksack Stamm hat kontinuierlich in dem gegenwärtigen Gebiet gewohnt, das ihnen als öffentliches Land (Public Domain) bewilligt wurde.
Das Stammesgebiet wurde am 20. November 1984 vom Secretary of Indian Affairs als ihre Reservation proklamiert. Damit kam ein zusätzliches Acre zur Reservation hinzu. Heute besitzt der Stamm eine Landbasis von 2.744 Acre (ca. 11,1 km² - gepachtet oder als Treuhandland) und zwei Stadtgrundstücke bei Deming. Das eigentliche Reservat umfasst 284,53 Acre.
Wie viele Indianerstämme in den USA, so betreiben auch die Nooksack ein Kasino, das Nooksack River Casino. Dazu kommt ein Supermarkt. 2007 wurde das Northwood Casino an der East Badger Road in Lynden eröffnet.

## Aktuelle Situation
Brent Galloway erarbeitete seit 1974 ein Wörterbuch der Sprache der Nooksack, die zu den Salish-Sprachen zählt. Doch ist sie seit etwa 1988 ausgestorben. Galloway war Mitbegründer des Halkomelem Language Program am Coqualeetza Education Training Centre in Sardis (Chilliwack), British Columbia.
Seit 2004 erscheint ein monatlicher Newsletter, der auch jeweils eine kleine Anzahl von Vokabeln enthält.
Seit 2007 betreibt der Stamm forciert einen Salmonid Recovery Plan zur Wiederherstellung der Fischhabitate und ihrer Umgebung.
Die Nooksack-Wohnungsbehörde (Housing Authority) verwaltet 140 Genossenschafts- und 7 Mietwohnungen. Es gibt auch einige Stammesangehörige, die als Fischer und Holzfäller arbeiten. Das Northwest Indian College hat eine Außenstelle eingerichtet. Die Nooksack Kranken- und Zahnklinik und eine Apotheke versorgen die Stammesmitglieder.
Im Jahr 2000 lebten 547 Menschen im Reservat der Nooksack, von denen sich 373 auf indianische Vorfahren zurückführten. 2007 zählte man genau 1.658 Angehörige.